# Gudiberg
Der Gudiberg ist ein Berg in Garmisch-Partenkirchen in Deutschland. Er liegt südlich des Ortszentrums von Partenkirchen und östlich der Partnach.

## Bedeutung im Wintersport
Bekannt ist der Gudiberg vor allem für die gleichnamige Skipiste, die als Schauplatz von Slaloms im alpinen Skisport dient. Die Große Olympiaschanze, auf der jährlich das Neujahrsspringen im Rahmen der Vierschanzentournee der Skispringer stattfindet, liegt direkt neben der Skipiste ebenfalls am Gudiberg.
Schon bei den Olympischen Winterspielen 1936, bei denen erstmals alpine Skiwettbewerbe ausgetragen wurden, fanden die Slaloms der Damen und der Herren am Gudiberg statt. Christl Cranz und Franz Pfnür, die ersten alpinen Olympiasieger, verdankten ihre Goldmedaillen vor allem ihren Siegen im Slalom – gewertet wurde 1936 ausschließlich die aus Slalom und Abfahrtslauf bestehende Kombination.
Seit 1954 ist Garmisch-Partenkirchen Veranstaltungsort der traditionellen Arlberg-Kandahar-Rennen. Erstmals im Rahmen des Alpinen Skiweltcups kam der Gudiberg 1974 für einen Slalom der Herren zum Einsatz, den Christian Neureuther gewann. Bei den Alpinen Skiweltmeisterschaften 1978 wurden Lea Sölkner und Ingemar Stenmark auf dem Gudiberg Weltmeister im Slalom.
2007 wurde nach Umbauarbeiten die Strecke des Slaloms verlängert und in das Zielstadion der Skisprungschanze umgeleitet. 2010 fanden die Slaloms des Weltcupfinales auf dem Gudiberg statt. Für die Weltmeisterschaften 2011 wurde eine eigene, provisorische Zuschauertribüne knapp oberhalb des Sprungstadions errichtet. Im Gegenzug wurde der Start um zehn Meter nach oben verlegt. Die Goldmedaillen im Slalom gewannen Marlies Schild und Jean-Baptiste Grange.
Der Gudiberg war wie die Kandahar-Abfahrt Garmisch Bestandteil der gescheiterten Münchner Bewerbung für die Olympischen Winterspiele 2018. Am 26. und 27. Februar 2022 fanden wieder zwei Weltcup-Slaloms der Männer am Gudiberg statt.

### Siegerlisten Weltcup
| Jahr      | Sieger               |
| --------- | -------------------- |
| 2022 (2.) | Henrik Kristoffersen |
| 2022      | Henrik Kristoffersen |
| 2010      | Felix Neureuther     |
| 2009      | Manfred Mölgg        |
| 2008      | Reinfried Herbst     |
| 2007      | Mario Matt           |
| 1995      | Alberto Tomba        |
| 1994      | Alberto Tomba        |
| 1993      | Alberto Tomba        |
| 1992      | Patrice Bianchi      |
| 1982      | Steve Mahre          |
| 1981      | Steve Mahre          |
| 1979      | Peter Lüscher        |
| 1976      | Fausto Radici        |
| 1975      | Piero Gros           |
| 1974      | Christian Neureuther |

| Jahr | Siegerin           |
| ---- | ------------------ |
| 2010 | Marlies Schild     |
| 2009 | Lindsey Vonn       |
| 2001 | Janica Kostelić    |
| 1996 | Urška Hrovat       |
| 1995 | Martina Ertl       |
| 1975 | Lise-Marie Morerod |